# 피젤러

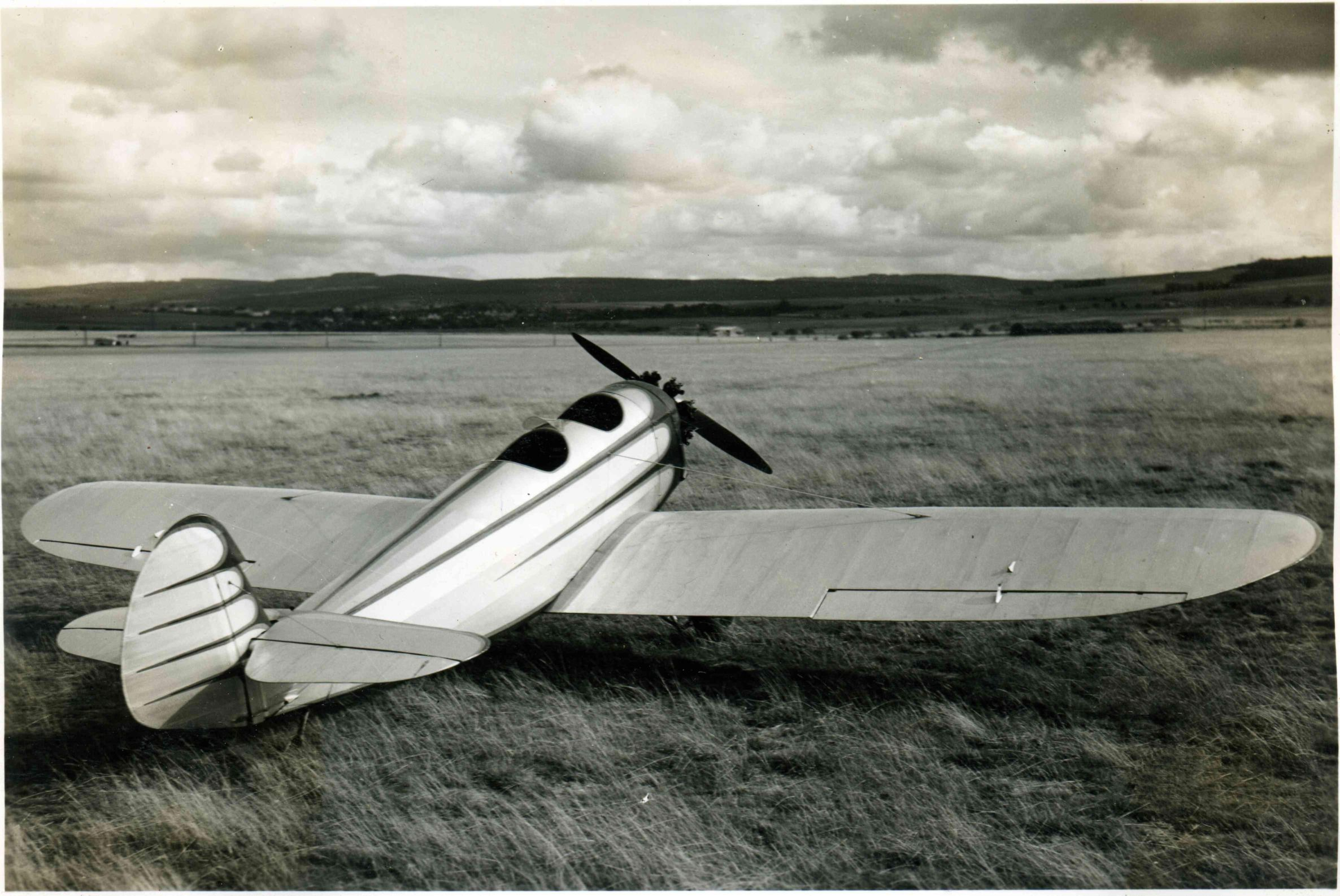
피젤러 F 4

피젤러(Fieseler, 정식 명칭: Gerhard Fieseler Werke, GFW)는 1930년대와 1940년대의 카셀에 있던 독일의 항공기 제조업체였다. 이 기업은 제2차 세계 대전 기간 중에 대부분 루프트바페를 위해 군용기를 제조한 것으로 기억된다.
이 기업은 1930년 4월 1일 제1차 세계 대전 당시 게르하르트 피젤러에 의해 "Fieseler Flugzeugbau Kassel"이라는 이름으로 설립되었다.

## 항공기
- F2 Tiger
- F3 Wespe
- F5
- Fi 97
- Fi 98
- Fi 99
- Fi 103 (V-1)
- Fi 103 Reichenberg
- Fi 156 Storch
- Fi 157
- Fi 158
- Fi 166
- Fi 167
- Fi 168
- Fi 253
- Fi 333